# Wolframs-Eschenbach
Wolframs-Eschenbach este un oraș din Franconia Mijlocie, landul Bavaria, Germania.